# فرودگاه بین‌المللی جیپور
فرودگاه بین‌المللی جیپور (به انگلیسی: Jaipur International Airport) یک فرودگاه همگانی مسافربری با کد یاتا JAI است که یک باند فرود بتن و آسفالت دارد و طول باند آن ۲۷۹۷ متر است. این فرودگاه در شهر جی‌پور کشور هند قرار دارد و در ارتفاع ۳۸۵ متری از سطح دریا واقع شده‌است.

## شرکت‌های هواپیمایی و مقصدهای پروازی
| شرکت‌های هواپیمایی  | مقصدهای پروازی |
| ------------------ | --- |
| ایر عربیا          | شارجه |
| ایراژیا هند        | بنگالورو، راجیو گاندی (آغاز از ۱ سپتامبر ۲۰۱۷)، نتاجی سبهاش چندر بوس، پون                                                               |
| ایر ایندیا         | ایندیرا گاندی، چاتراپاتی شیواجی، جوداپور                                                                                                |
| ایر ایندیا اکسپرس  | دوبی |
| ایر ایندیا رجیونال | ایندیرا گاندی، اماوسی |
| هواپیمایی اتحاد    | ابوظبی |
| GoAir              | سردار ولابهبهی پتل، راجیو گاندی، کوچین، نتاجی سبهاش چندر بوس، چاتراپاتی شیواجی                                                          |
| ایندی‌گو            | سردار ولابهبهی پتل، بنگالورو، چنای، ایندیرا گاندی، لوکپریرا گوپیناز بوردولوئی، راجیو گاندی، نتاجی سبهاش چندر بوس، چاتراپاتی شیواجی، پون |
| جت ایرویز          | چندی‌گر، جالی گرنت، ایندیرا گاندی، دیوی اهیلیابای هولکار، اماوسی، چاتراپاتی شیواجی، اودی‌پور                                              |
| عمان ایر           | مسقط |
| Scoot              | چانگی سنگاپور |
| اسپایس‌جت           | سردار ولابهبهی پتل، چندی‌گر، ایندیرا گاندی، دوبی، دابولیم، لوکپریرا گوپیناز بوردولوئی، راجیو گاندی، جامو، Surat، اودی‌پور                 |
| Supreme Airlines   | کوتا، جوداپور، Bikaner, اودی‌پور |
| تای ایرآسیا        | دن موئنگ (آغاز از ۲۹ سپتامبر ۲۰۱۷) |
| Thai Smile         | سووارنابومی |